# Hensley Paulina
Hansley Paulina (ur. 26 czerwca 1993 w Willemstad) – holenderski lekkoatleta specjalizujący się w biegach sprinterskich. Do 10 października 2010 na arenie międzynarodowej reprezentował barwy Antyli Holenderskich.
W 2013 zdobył brąz w biegu na 100 metrów podczas młodzieżowych mistrzostw Europy w Tampere. W 2016 bez awansu do finału bez awansu do finału zakończył występ na mistrzostwach Europy w Amsterdamie.
Medalista mistrzostw Holandii oraz reprezentant kraju na drużynowych mistrzostwach Europy.

## Osiągnięcia
| Rok  | Impreza                                     | Miejsce        | Konkurencja        | Lokata               | Wynik   |
| ---- | ------------------------------------------- | -------------- | ------------------ | -------------------- | ------- |
| 2009 | Mistrzostwa świata juniorów młodszych       | Bressanone     | bieg na 100 m      | ćwierćfinał          | 11,05   |
| 2009 | Mistrzostwa świata juniorów młodszych       | Bressanone     | sztafeta szwedzka  | eliminacje           | 1:58,58 |
| 2010 | Młodzieżowe mistrzostwa Ameryki Południowej | Medellín       | bieg na 100 m      | 4. miejsce           | 10,55w  |
| 2010 | CARIFTA Games (U-17)                        | George Town    | bieg na 200 m      | 4. miejsce           | 21,42   |
| 2010 | Mistrzostwa świata juniorów                 | Moncton        | bieg na 200 m      | eliminacje           | DQ      |
| 2011 | Mistrzostwa Ameryki Środkowej i Karaibów    | Mayagüez       | bieg na 100 m      | eliminacje           | 11,04   |
| 2011 | Mistrzostwa Ameryki Środkowej i Karaibów    | Mayagüez       | sztafeta 4 × 100 m | eliminacje           | 41,49   |
| 2012 | Mistrzostwa świata juniorów                 | Barcelona      | bieg na 100 m      | eliminacje           | 10,81   |
| 2013 | I liga drużynowych mistrzostw Europy        | Dublin         | sztafeta 4 × 100 m | 1. miejsce           | 39,14   |
| 2013 | Młodzieżowe mistrzostwa Europy              | Tampere        | bieg na 100 m      | 3. miejsce           | 10,48   |
| 2013 | Młodzieżowe mistrzostwa Europy              | Tampere        | sztafeta 4 × 100 m | eliminacje           | DNF     |
| 2013 | Mistrzostwa świata                          | Moskwa         | sztafeta 4 × 100 m | 5. miejsce           | 38,37   |
| 2014 | IAAF World Relays                           | Nassau         | sztafeta 4 × 100 m | – (Finał B)          | DNF     |
| 2014 | I liga drużynowych mistrzostw Europy        | Brunszwik      | sztafeta 4 × 100 m | 4. miejsce           | 39,12   |
| 2014 | Mistrzostwa Europy                          | Zurych         | sztafeta 4 × 100 m | 5. miejsce           | 38,60   |
| 2015 | IAAF World Relays                           | Nassau         | sztafeta 4 × 100 m | 7. miejsce (Finał B) | 39,41   |
| 2015 | I liga drużynowych mistrzostw Europy        | Heraklion      | sztafeta 4 × 100 m | 1. miejsce           | 39,23   |
| 2015 | Młodzieżowe mistrzostwa Europy              | Tallinn        | bieg na 100 m      | 4. miejsce           | 10,40   |
| 2015 | Młodzieżowe mistrzostwa Europy              | Tallinn        | bieg na 200 m      | eliminacje           | 21,22   |
| 2015 | Młodzieżowe mistrzostwa Europy              | Tallinn        | sztafeta 4 × 100 m | –                    | DQ      |
| 2015 | Mistrzostwa świata                          | Pekin          | sztafeta 4 × 100 m | eliminacje           | 38,41   |
| 2016 | Halowe mistrzostwa świata                   | Portland       | bieg na 60 m       | półfinał             | 6,73    |
| 2016 | Mistrzostwa Europy                          | Amsterdam      | bieg na 100 m      | półfinał             | 10,33   |
| 2016 | Mistrzostwa Europy                          | Amsterdam      | bieg na 200 m      | półfinał             | 23,49   |
| 2016 | Igrzyska olimpijskie                        | Rio de Janeiro | sztafeta 4 × 100 m | eliminacje           | 38,53   |
| 2017 | IAAF World Relays                           | Nassau         | sztafeta 4 × 100 m | –                    | DNF     |
| 2017 | Mistrzostwa świata                          | Londyn         | sztafeta 4 × 100 m | eliminacje           | 38,66   |
| 2018 | Mistrzostwa Europy                          | Berlin         | bieg na 100 m      | półfinał             | 10,38   |
| 2018 | Mistrzostwa Europy                          | Berlin         | sztafeta 4 × 100 m | 3. miejsce           | 38,03   |
| 2019 | IAAF World Relays                           | Jokohama       | sztafeta 4 × 100 m | eliminacje           | 38,67   |
| 2019 | I liga drużynowych mistrzostw Europy        | Sandnes        | bieg na 100 m      | 1. miejsce           | 10,67w  |
| 2019 | I liga drużynowych mistrzostw Europy        | Sandnes        | sztafeta 4 × 100 m | –                    | DQ      |
| 2019 | Mistrzostwa świata                          | Doha           | sztafeta 4 × 100 m | –                    | DQ      |
| 2019 | Mecz Europa – USA                           | Mińsk          | sztafeta 4 × 100 m | 2. miejsce           | 38,45   |
| 2021 | World Athletics Relays                      | Chorzów        | sztafeta 4 × 100 m | –                    | DNF     |
| 2022 | Mistrzostwa świata                          | Eugene         | sztafeta 4 × 100 m | eliminacje           | 39,07   |
| 2023 | I dywizja drużynowych mistrzostw Europy     | Chorzów        | sztafeta 4 × 100 m | 3. miejsce           | 38,77   |
| 2023 | Mistrzostwa świata                          | Budapeszt      | sztafeta 4 × 100 m | eliminacje           | DNF     |

## Rekordy życiowe
- Bieg na 60 metrów (hala) – 6,64 (2016)
- Bieg na 100 metrów – 10,23 (2016) / 10,10w (2021)
- Bieg na 200 metrów – 20,62 (2016)

Hensley Paulina biegł na trzeciej zmianie sztafety 4 × 100 metrów, która 4 października 2019 w Dosze ustanowiła aktualny rekord kraju – 37,91.